# Kormorán galapážský
Kormorán galapážský (Nannopterum harrisi) je nelétající kormorán, je to kromě tučňáků jediný nelétající mořský pták. Je endemit rovníkových Galapážských ostrovů, kde hnízdí a celoročně pobývá jen na severu a západě ostrova Isabella a na východě ostrova Fernandina, v místech kde se střetávají studený Peruánský a teplý Cromwellův proud.

## Popis
Jsou to ptáci kteří dlouholetým životem v odloučení, kde je dostatek potravy a nejsou dravci, ztratili potřebu létat i obavu z lidí, hrudní svalstvo křídel jim atrofovalo z neaktivity. Pro fyziologickou odlišnosti byl pro tento druh v minulosti zřízen samostatný rod Nannopterum, který byl později zrušen.
Jsou to nejmohutnější kormoráni, bývají velcí 90 až 100 cm a váží až 7,5 kg. Vzhledově jsou nejnápadnější jejich roztřepená, zanedbaně vypadající křídla včetně ocasu. Se svrchní strany je peří černé barvy, se spodní hnědé. Někteří jsou tmavě šedí. Samci i samice jsou si vzhledově podobní, samci mají tendenci být o něco větší. Jejich zobák je dlouhý a úzký, na konci je opatřen háčkem, oční duhovku mají tyrkysové barvy.
Nohy mají zakončené širokou plovací blánou nataženou mezi čtyřmi prsty, jsou špatně uzpůsobené pro chůzi po pevnině. Díky svým nohám, silnějším než mají ostatní kormoráni, dokážou velice dobře a vytrvale plavat, od pobřeží se vzdalují do 1 km. Loví ryby, hlavonožce i měkkýše. Za kořistí se účinně potápějí, pod vodou veslují nohama a ne křídly jako tučňáci. Nemají však tukové žlázy pro ošetření peří a to je smáčivé, po výstupu z vody si peří suší ve zvláštní poloze stojíce s roztaženými péry. Jejich řídký hlasový projev je podobný hrubému zavrčení.

## Rozmnožování
Rozmnožují se v nejchladnějších měsících červenci až říjnu, kdy je v okolních vodách nejvíce potravy a klesá nebezpečí teplotního šoku mláďat ležících v hnízdě na přímém slunci. Námluvy probíhají na moři, kdy plavou kolem sebe s hadovitě ohnutými krky. Sdružují se do malých kolonií čítajících 4 až 12 párů a stavějí si objemná hnízda z mořských řas na zemi v lávových polích do vzdálenosti 100 m od břehu. Po snesení 2 až 3 bělavých vajec na nich střídavě oba rodiče sedí asi 30 dnů. Po inkubaci se společně starají o krmení drobnou potravou přinášenou ve voleti a chrání je před chladem (deštěm) i horkem. Pokud je potravy dostatek a mláďata rychle dorůstají, samice se může spářit s jiným samcem a vyvést ještě další populaci. Z každé snůšky většinou dospěje jen jedno mládě.

## Ohrožení
Populace kormorána galapážského čítala asi 800 ptáků až do roku 1983, kdy nedostatkem potravy, kterou tehdy zapříčinil El Niño, klesly jeho stavy asi na polovinu. Počty se postupně začaly zvyšovat a v současnosti se ustálily na hodnotě něco málo přes 1000 jedinců. Tento druh dokázal po krizi obnovit svůj stav na množství odpovídající úživnosti a rozloze obývaného areálu. Proto se předešlá klasifikace IUCN kriticky ohrožený druh změnila na ohrožený druh.
Nadále však hrozí nepředvídatelným dopadem případný další silný El Niño. Ten by ve spojitosti s ekologickou katastrofou měl na populaci, která nemůže toto území opustit, nedozírné následky. Stejné neštěstí by způsobila domácí zvířata, např. psi nebo prasata z okolních ostrovů.